# John Cennick

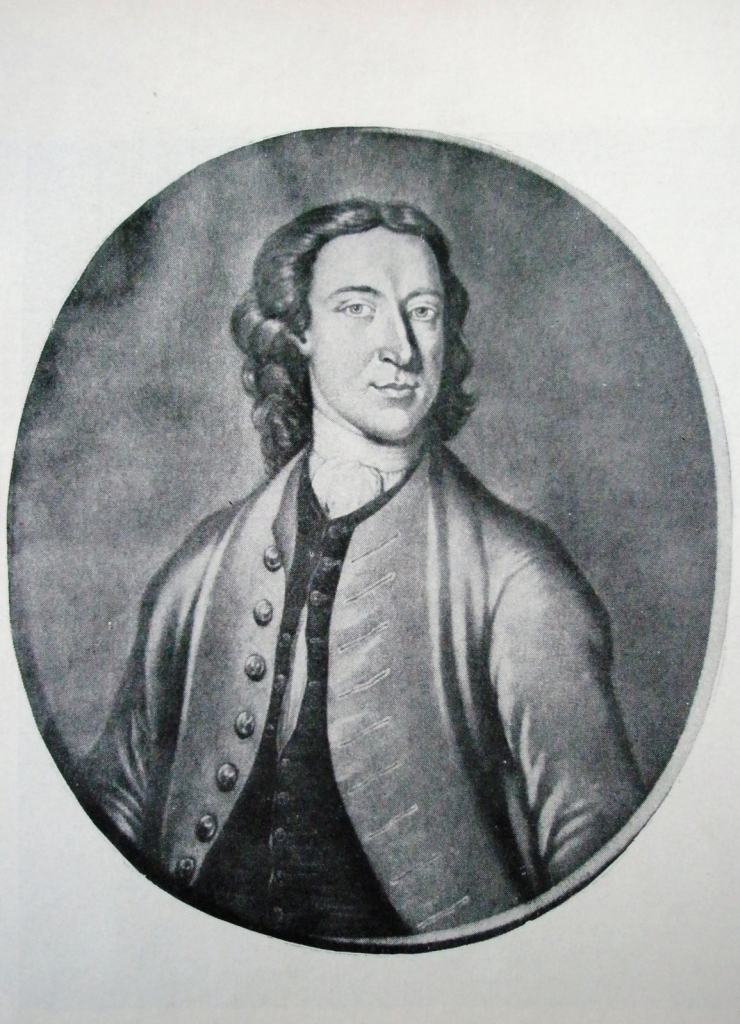
John Cennick

John Cennick, född 12 december 1718, död 4 juli 1755, var predikant och psalmförfattare i England. Han var John Wesleys och Frederick Whitfields medhjälpare.

## Psalmer
- Se, han kommer uti höjden. Nr 729 i Svenska Missionsförbundets sångbok 1920. En bearbetning av Charles Wesleys text i översättning av Erik Nyström.